# DiDi Richards
Deauzya "DiDi" Richards (Cypress Ranch, Texas, 8 de febrer de 1999) és una jugadora de bàsquet estatunidenca de la New York Liberty of the Women's National Basketball Association (WNBA). Va jugar a la universitat per als Baylor Lady Bears. Després de la temporada 2019-20, Richards va ser nomenada Jugadora Defensiva de l'Any de la WBCA, i rebé altres guardons pel seu joc defensiu. Va fer una mitjana de 8,2 punts i 4,9 rebots per partit, i va tindre 52 robatoris i 25 tirs blocats.

## Carrera
En etapa universitària, va tindre una temporada destacada com a estudiant de segon, sent titular en els 38 partits i ajudant als Lady Bears a aconseguir un campionat nacional. Coneguda per la seua sòlida defensa a la pilota, tornà a rebre diversos guardons. El 2021, va ser elegida en la posició 18 del draft pels New York Liberty.